# Nitardo
Nithard, noto anche nella forma italianizzata Nitardo (795 circa – 15 maggio 845), fu conte di Ponthieu e abate laico di Saint-Riquier.
È noto soprattutto per avere trasmesso il testo del Giuramento di Strasburgo, prima attestazione di un proto-francese, noto all'epoca come "rustica romana lingua".

## Origine
Figlio del conte di Ponthieu e abate di Saint-Riquier, Angilberto, e della sua convivente Berta (779-829), figlia dell'imperatore Carlo Magno (che era contrario al matrimonio delle figlie) e della sua terza moglie Ildegarda. Ebbe un fratello, probabilmente gemello, di nome Hartnid, che morì da bambino.

## Biografia
Dopo la morte del padre, nell'814, Nitardo gli subentrò nella contea di Ponthieu e continuò a vivere alla corte di Ludovico il Pio, ad Aquisgrana.
Fu condottiero, diplomatico, abate laico e storico. È uno dei rari storici laici dell'Alto Medioevo.
Dopo la morte di Ludovico il Pio, il 20 giugno 840, su un'isola del fiume Reno, Nitardo divenne uno dei consiglieri di Carlo il Calvo. 
Il fratellastro di questi, il nuovo imperatore Lotario, stipulò una tregua con il fratello Ludovico II il Germanico che aveva occupato tutti i territori alla destra del Reno, e attaccò Carlo il Calvo. Nitardo consigliò a quest'ultimo di non combattere, accettando la riduzione del suo regno alla sola Aquitania più la Provenza e, dopo essersi rinforzato, cercare di allearsi con il fratellastro Ludovico il Germanico. 
L'alleanza portò alla vittoria di Fontenoy, nelle vicinanze di Auxerre.
Nel prosieguo della guerra civile, nel febbraio 842, i fratelli più giovani rinnovarono la loro alleanza contro il fratello maggiore Lotario, giurandosi fedeltà. Il testo di questo giuramento è conosciuto come il "Giuramento di Strasburgo". Con ogni probabilità, Nitardo fu tra gli ideatori dell'alleanza e del testo del giuramento, che trascrisse nelle due lingue all'interno delle sue "memorie", che erano scritte invece in latino.
Queste memorie, intitolate Historiae o De dissensionibus filiorum Ludovici pii, in quattro libri, vennero scritte da Nitardo su richiesta del suo sovrano Carlo, che desiderava dare la sua versione dei fatti sulle vicende dell'impero franco dopo la morte di Carlo Magno, in particolare le lotte tra i figli di Ludovico il Pio per la spartizione dell'impero. Il giudizio degli storici esita nel collocarlo fra i "cronachisti" e gli "storici". Di recente, Bernard Cerquiglini e Karl Ferdinand Werner gli hanno attribuito il ruolo di storico vero e proprio.
Gli ultimi due libri, tuttavia, furono scritti da Nitardo quando era ormai caduto in disgrazia presso re Carlo, e hanno un tono più personale e molto più amareggiato.
Nitardo aveva una moglie, Erchenfrida, da cui non risulta ebbe discendenza.
Le circostanze della sua morte sono incerte, a causa di una difficoltà di interpretazione del manoscritto che riporta la data (Iuni o Iuli); per questo motivo, secondo alcuni morì il 15 maggio 845 in Aquitania, combattendo contro i Vichinghi, secondo altri il 15 giugno 845 durante una battaglia fratricida fra Carlo il Calvo e Ludovico.
Scomparsa precocemente, la sua opera non fu molto nota durante il Medioevo, e prima del 1214 è citata solo da Hariulfo di Oudenbourg, dalla Vita di san Liévin e da Rodolfo di Fiandra; il manoscritto fu pubblicato per la prima volta da nel XVI secolo da Pierre Pithou, che lo attribuì a Nitardo. Le edizioni seguenti derivano dal medesimo manoscritto, con aggiunta di correzioni e spiegazioni congetturali. È perduta la parte finale del testo, contenente la genealogia dell'autore riprodotta nel Chronicon centulense, che afferma come Nitardo abbia preso da laico il governo dell'abbazia di Saint-Riqueir (per un breve periodo: sempre secondo il Chronicon venne ucciso in combattimento «alcuni giorni dopo»).

## Ritrovamento delle ossa
Secondo la Cronaca dell'abbazia di Saint-Riquier (Chronique de l'abbaye de Saint-Riquier) di Ariulfo, Nitardo fu seppellito nello stesso sarcofago in cui riposava suo padre Angilberto, già abate nella stessa abbazia. Nell'XI secolo l'abate Gerwin, che cercava il sepolcro di Angilberto, trovò le ossa di entrambi nello stesso sarcofago sotto il portico della chiesa. Uno dei monaci, di nome Mico, scrisse un lungo epitaffio sulla sua tomba.
Le ossa furono ritrovate una seconda volta, nel 1989, e poi andarono smarrite in circostanze poco chiare: sembra che siano state inviate a un centro di ricerca per una perizia e rimandate indietro alla città di Saint-Riquier solo qualche anno dopo, durante l'estate, quando probabilmente negli uffici non c'erano più dipendenti ma qualche contrattista che non aveva ricevuto adeguate istruzioni. 
Vennero infine ritrovate per puro caso nell'autunno del 2011 in un cartone semiaperto abbandonato nella soffitta dell'abbazia. 

### Fonti primarie
- (LA)  EINHARDI VITA KAROLI MAGNI.
- (LA) NITHARDUS, HISTORIARUM LIBRI QUATTUOR, LIBER QUARTUS, su thelatinlibrary.com. URL consultato il 9 febbraio 2022 (archiviato dall'url originale il 14 settembre 2021).
- (LA)  Rerum Gallicarum et Francicarum Scriptores, tomus V.
- (LA)  Monumenta Germanica Historica, tomus I.
- (LA) NITHARDUS HISTORIARUM LIBRI QUATTUOR - LIBER TERTIUS, su thelatinlibrary.com. URL consultato il 9 febbraio 2022 (archiviato dall'url originale il 14 settembre 2021).
- (LA) Mittelrheinisches Urkundenbuch, su rlb.de, ultima modifica il 14 novembre 1997,  p. Seite 267 -- im Urkundenbuch Seite 267 von 714. URL consultato il 28 novembre 2023 (archiviato dall'url originale il 10 marzo 2016).

### Letteratura storiografica
- (FR) Jules Hénocque, Histoire de l'abbaye et de la ville de Saint-Riquier, vol. 1, Amiens, A. Douillet, 1880.
- René Poupardin, Ludovico il Pio, cap. XVIII, vol. II (L'espansione islamica e la nascita dell'Europa feudale) della Storia del Mondo Medievale, pp. 558–582
- René Poupardin, I regni carolingi (840-918), in Storia del mondo medievale, vol. II, 1999, pp. 583–635